# サンドリーヌ・イレンドゥ
サンドリーヌ・イレンドゥ（Sandrine Ilendou、1983年11月19日 - ）は、ガボンの女子柔道家。主に48kgの試合に出場する。
2008年の北京オリンピックでは、1回戦でアルジェリアのメリエム・モウサに敗れた。

## 主な実績
- 2003年アフリカ柔道選手権大会58kg級3位
- 2007年アフリカ競技大会58kg級2位